# Epigram (album)
Epigram je deseti studijski album slovenskega hip hop producenta Gramatika. Izdan je bil 25. marca 2016 pri založbi Lowtemp.

## Kritični odziv
V reviji Mladina je Borka nekoliko kritično zapisala: "Epigram je še ena razmetanka slogov, EDM-jevsko klubskih in tistih bolj kavčarskih, in je še ena interaktivna pogruntavščina, saj lahko feni iz najljubšega epigrama sami sestavijo ovitek albuma. Nekoč »čudežni fant iz Portoroža« ponovno postreže z ogromno v živo odigrane instrumentacije in z rahlo osladnimi solažami, ki jih dostavijo njegovi kolegi. Bolj kot sodelovanje z wutangovskim emsijem Raekwonom pa preseneti komad s skupino Laibach, ki je verjetno tudi najšibkejši del celotnega projekta. Še ena Gramatikova plošča brez kančka preračunljivosti, s katero bi meril v medijski srednjetok in na lestvice."
V raznih tujih revijah je bil album bolje sprejet.

## Seznam pesmi
| Št.             | Naslov                                             | Dolžina |
| --------------- | -------------------------------------------------- | ------- |
| 1.              | „Tempus Illusio‟                                   | 1:28    |
| 2.              | „Satoshi Nakamoto‟ (feat. Adrian Lau in ProbCause) | 4:26    |
| 3.              | „War of the Currents‟                              | 3:47    |
| 4.              | „Native Son‟ (feat. Leo Napier in Raekwon)         | 4:00    |
| 5.              | „Native Son Prequel‟ (feat. Leo Napier)            | 4:13    |
| 6.              | „Room 3327‟                                        | 3:00    |
| 7.              | „Eat Liver!‟ (feat. Laibach)                       | 4:08    |
| 8.              | „Back to the Future‟ (feat. ProbCause)             | 3:00    |
| 9.              | „Corporate Demons‟ (feat. Luxas)                   | 4:25    |
| 10.             | „Anima Mundi‟ (feat. Russ Liquid)                  | 3:40    |
| Skupna dolžina: | Skupna dolžina:                                    | 33:06   |